# 2001–2002-es török labdarúgó-bajnokság (első osztály)
A 2001–2002-es török labdarúgó-bajnokság első mérkőzését 2001. augusztus 10-én játszották, az utolsó mérkőzésre 2002. május 4-én került sor. A bajnokságot a Galatasaray SK nyerte 78 ponttal a Fenerbahçe SK előtt.

## Góllövőlista
| Név                | Klub            | Nemzetiség                | Gólok |
| ------------------ | --------------- | ------------------------- | ----- |
| İlhan Mansız       | Beşiktaş        | Törökország · Németország | 21    |
| Arif Erdem         | Galatasaray     | Törökország               | 21    |
| Augustine Ahinful  | Ankaragücü      | Ghána                     | 19    |
| Serhat Akın        | Fenerbahçe      | Törökország · Németország | 16    |
| Veysel Cihan       | Denizlispor     | Törökország               | 16    |
| Okan Yılmaz        | Bursaspor       | Törökország               | 14    |
| Ahmed Hassan       | Gençlerbirliği  | Egyiptom · Törökország    | 14    |
| Emmanuel Tetteh    | Çaykur Rizespor | Ghána                     | 13    |
| Haim Revivo        | Fenerbahçe      | izrael                    | 13    |
| Fatih Tekke        | Gaziantepspor   | Törökország               | 12    |
| Maksim Romaschenko | Gaziantepspor   | Fehéroroszország          | 12    |
| Ahmet Dursun       | Beşiktaş        | Törökország · Németország | 12    |